# Partido Constitucional Democrata
O Partido Constitucional Democrata foi um partido político que obteve destaque na Revolução Russa de 1905 contra o czar Nicolau II. 
Seus membros eram  chamados Kadets, da abreviatura K-D - esta derivada do nome do partido em russo:  Конституционно-демократическая партия, transl. Konstitutsionno-demokraticheskaya partiya. O termo kadet não deve ser confundido com o vocábulo cadete, que se refere aos estudantes das escolas militares da Rússia imperial.
O partido foi fundado em outubro de 1905 por liberais ligados aos zemstvos — conselhos distritais ou provinciais que frequentemente eram centros de agitação política e discussão de ideias liberais — e defendia a instauração de uma monarquia constitucional na Rússia, tal como na Grã-Bretanha.
As obras de Konstantin Kavelin e Boris Chicherin formaram a base teórica da plataforma partidária, e o historiador Pavel Miliukov foi o líder do partido ao longo de sua existência. Os cadetes foram apoiados principalmente por professores universitários, escritores, jornalistas e outros profissionais, além de membros das zemstvos e de alguns industriais. Para os bolcheviques, o Partido Kadet representava os interesses da burguesia.

## Programa partidário (1905)[3]
- igualdade de todos os cidadãos russos, sem distinção de sexo, religião ou nacionalidade;
- liberdade de consciência, expressão, imprensa, reunião, associação;
- inviolabilidade da pessoa e do lar;
  - liberdade de autodeterminação cultural de nacionalidades;
  - uma constituição com um ministério responsável perante os representantes do povo (sistema parlamentar);
  - sufrágio universal
  - autogoverno local
  - reforma tributária para aliviar as classes mais pobres da população;
  - transferência gratuita de terras do estado, appanage, gabinete e mosteiros para os camponeses;
  - o direito de greve;
  - proteção legislativa do trabalho;
  - Jornada de 8 horas, “onde for possível sua implantação”;
  - autodeterminação cultural de todas as nações e nacionalidades
  - autonomia constitucional da Finlândia e da Polônia